# 叻丕府
叻丕府（皇家轉寫：Changwat Ratchaburi，泰語發音：[t͡ɕāŋ.wàt râːt.t͡ɕʰā.bū.rīː]，音譯為拉差汶里府、叻武里府），是位於泰國中部的一個府。叻丕府源自當地華人對該府之稱呼。

## 歷史
叻丕府自古代以來即為一繁榮城市，本為印度人及高棉人居住，其後被暹羅入侵，叻丕府歸素可泰王國管轄。在大城王國時代，叻丕府為抵抗緬甸軍隊的重要城關。在拉瑪五世時代，曾為省份，以後才被改為「拉差汶里府」。

## 地理
- 叻丕府的面積約5,196平方公里，距首都曼谷約80公里。其疆域北瀕北碧府和佛統府；南連碧武里府；東接佛統府、沙沒沙空府和沙沒頌堪府；西毗緬甸。
- 叻丕府的北部是與緬甸相接的達瑙史山脈，到處層巒疊嶂，中部為平原地帶，夜功河的未端為低窪地帶，盛產錫、鎢礦和木材。

## 行政
叻丕府的行政區共分為10縣；又進一步被劃分為104區；最後細分成935村。
| \| # \| 中文名 \| 泰文名 \| 英文名 \| \| -- \| ----------------------------------- \| ---------- \| ----------------- \| \| 1 \| 叻丕府治县 (拉差汶里治县) \| เมืองราชบุรี \| Mueang Ratchaburi \| \| 2 \| 宗本县（英语：Chom Bueng District） \| จอมบึง \| Chom Bueng \| \| 3 \| 宣蓬县（英语：Suan Phueng District） \| สวนผึ้ง \| Suan Phueng \| \| 4 \| 丹暖沙多县（英语：Damnoen Saduak District） \| ดำเนินสะดวก \| Damnoen Saduak \| \| 5 \| 班蓬县（英语：Ban Pong District） \| บ้านโป่ง \| Ban Pong \| \| 6 \| 班帕县（英语：Bang Phae District） \| บางแพ \| Bang Phae \| \| 7 \| 坡塔兰县 (抱才榄县) \| โพธาราม \| Photharam \| \| 8 \| 巴陶县（英语：Pak Tho District） \| ปากท่อ \| Pak Tho \| \| 9 \| 瓦帕灵县（英语：Wat Phleng District） \| วัดเพลง \| Wat Phleng \| \| 10 \| 班卡县（英语：Ban Kha District） \| บ้านคา \| Ban Kha \| |                           |            |                   |
| # | 中文名                    | 泰文名     | 英文名            |
| 1 | 叻丕府治县 (拉差汶里治县) | เมืองราชบุรี  | Mueang Ratchaburi |
| 2 | 宗本县                    | จอมบึง      | Chom Bueng        |
| 3 | 宣蓬县                    | สวนผึ้ง      | Suan Phueng       |
| 4 | 丹暖沙多县                | ดำเนินสะดวก | Damnoen Saduak    |
| 5 | 班蓬县                    | บ้านโป่ง     | Ban Pong          |
| 6 | 班帕县                    | บางแพ      | Bang Phae         |
| 7 | 坡塔兰县 (抱才榄县)       | โพธาราม    | Photharam         |
| 8 | 巴陶县                    | ปากท่อ      | Pak Tho           |
| 9 | 瓦帕灵县                  | วัดเพลง     | Wat Phleng        |
| 10 | 班卡县                    | บ้านคา      | Ban Kha           |

## 名勝古蹟

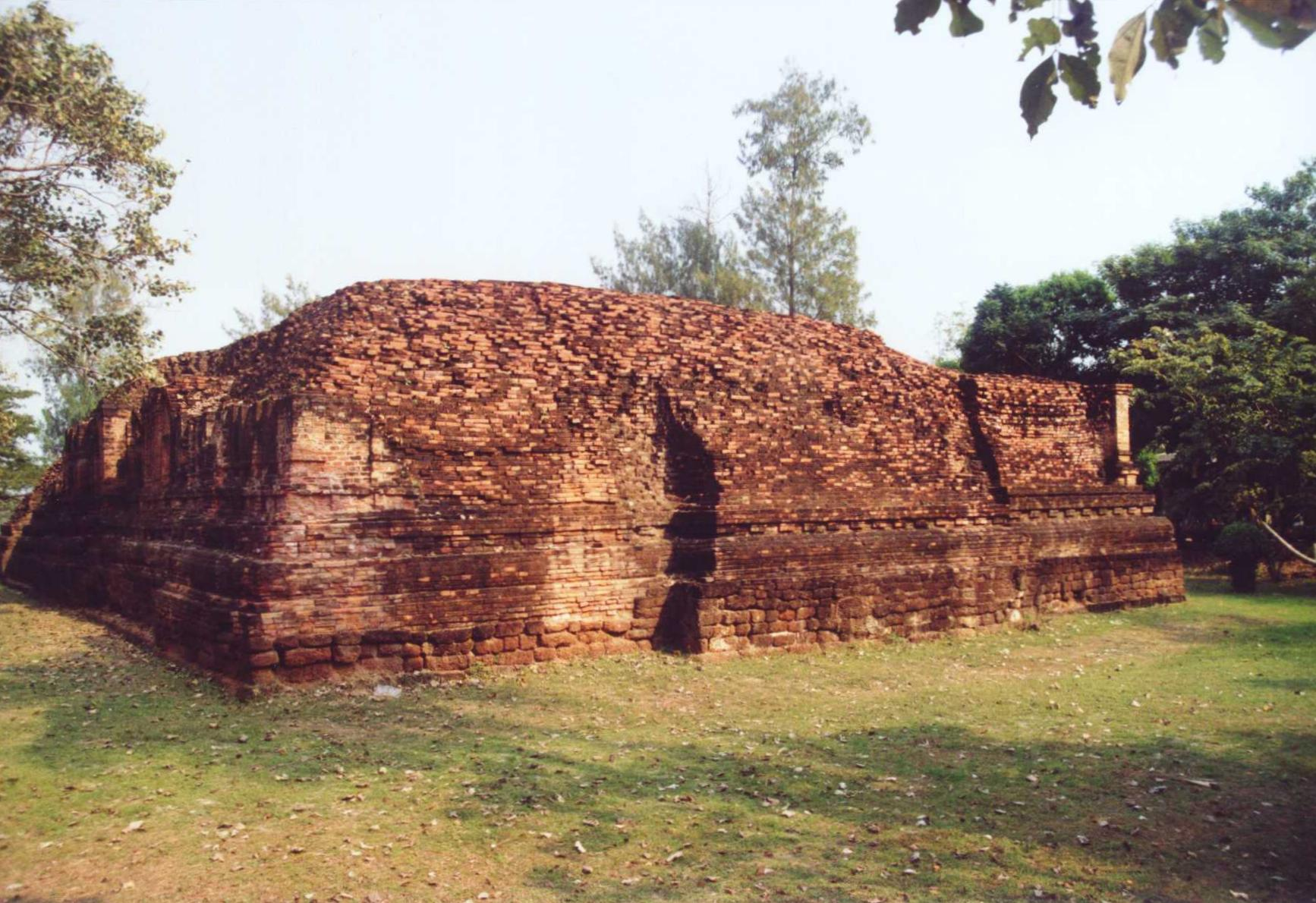
叻丕府的曼枯目村古城裡之哇卡隆寺

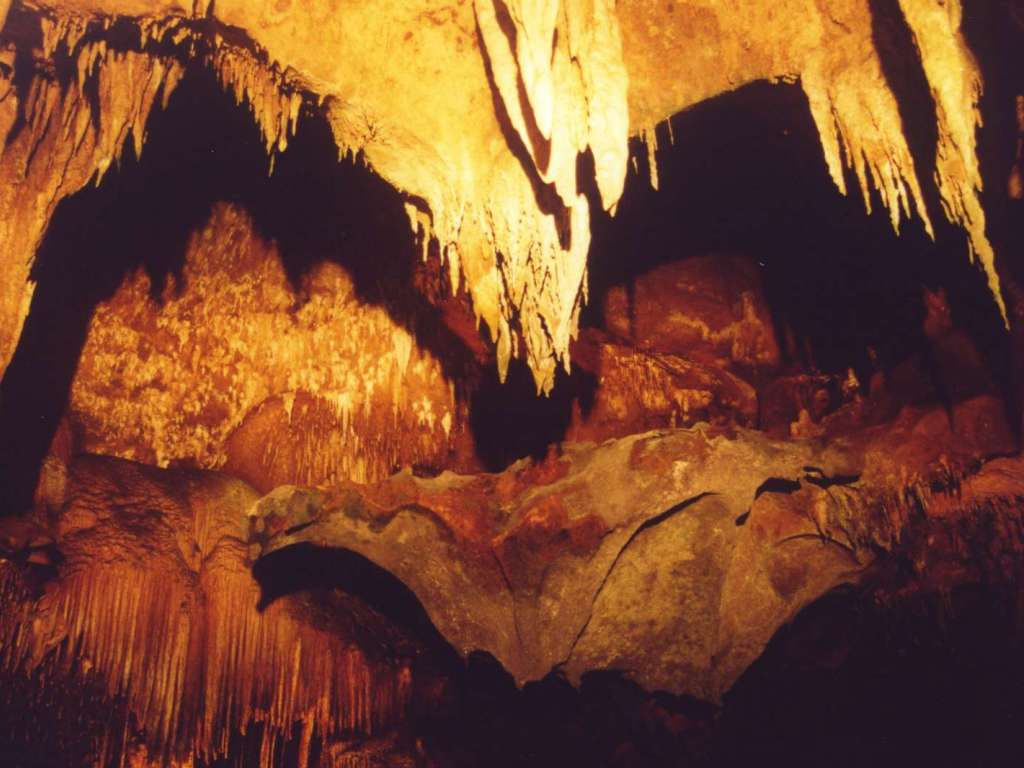
叻丕府的探考明山洞

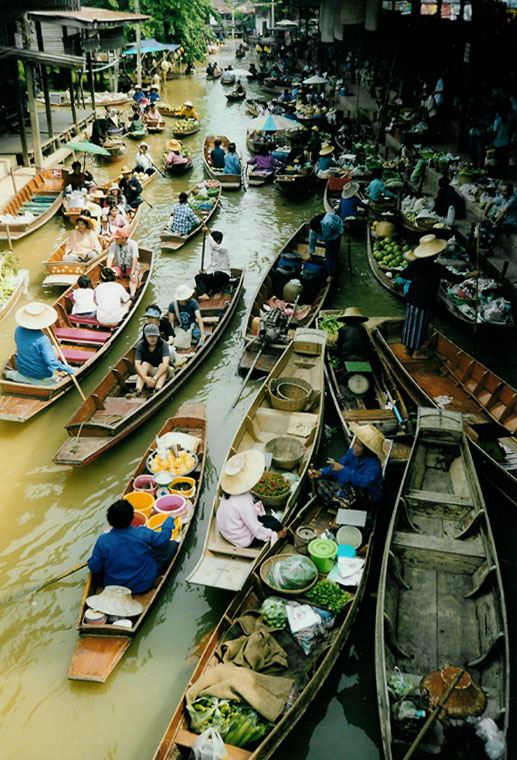
叻丕府的喃倫沙律水上市場(紅宵樓水上市場)

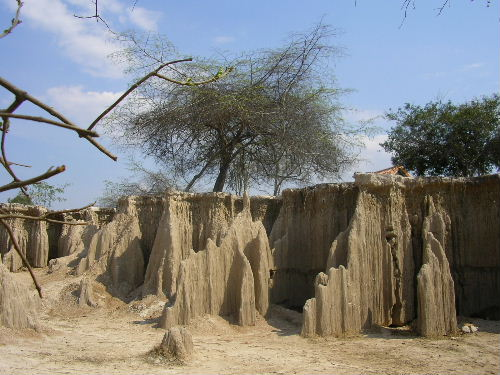
叻丕府的順拼縣之邦育地

- 哇拍史拉達瑪哈它寺（又名：哇那拍它寺）：位於拉差汶里直轄縣，屬高棉人的建築藝術風格，古寺內供奉有佛像。
- 哇空卡欖寺：位於波它欖縣，為孟族人所建，已有200多年歷史，寺內的華麗建築藝術，值得研究鑒賞。
- 曼枯目村古城：位於拉差汶里直轄縣，此帶有很多文物古董，證實當年的藝術品受到印度的影響。現展示在國家博物館和哇卡隆寺（Wat Khlong）裡。
- 考旺山：位於拉差汶里直轄縣，山高約44公尺，山上設有拉瑪五世的行宮，以後拉瑪七世建造「哇考旺寺」，環境幽靜且美麗。
- 考敬珍山：位於拉差汶里直轄縣，高約141公尺，山上有一寺廟。
- 考烏山：距拉差汶里直轄縣約8公里，有數座鄰近山巒，其中「考烏山」最矮，高僅20公尺。有一「道士洞」，洞壁有石雕道士像。山麓前為一片大草原， 遇雨季大水浸沒時，仿如沼澤。
- 探考明山洞（Khao Bin cave）：距叻丕直轄縣約22公里，山洞高約200公尺，洞壁有很多美麗的鐘乳石，類似雄鷹展翅飛行狀。
- 中部植物園：跨界拉差汶里直轄縣和宗汶縣，為國家森林保護公園。
- 探庄蓬洞：位於宗汶縣，高約191公尺的考剛明山上，原名為「探目林洞」的鐘乳石洞穴，大洞內供奉一尊中型臥佛，洞前是植物園，拉瑪五世曾經到此遊覽，盛讚其天然美景。
- 慶祝國王誕辰森林公園：位於「考庄蓬山」脈附近，面積逾160,000平方公尺， 環境幽靜，適合在此野營消遣。
- 邦育地（Pong Yub）：位於順拼縣，為範團逾16,000平方公尺的地皮因下沉，而致類似懸崖峭壁，景致獨特。
- 溫泉溪：位於願拼縣，其溫泉溪潤源自達瑙史山脈，全年長流不息， 其水溫約為攝氏49至58摄氏度。
- 考蒼攀山：位於波它欖縣，有一美麗的臥佛洞，洞內有逾百尊佛像，其中最重要的是一尊大臥佛像，長逾9公尺，高逾1公尺，此外尚有一個“蝙蝠洞”， 約有2至3百萬隻蝙蝠棲居在洞內，黃昏時分常成群結隊地飛出，蔚為奇觀。
- 歌史那萊池：位於萬磅縣，為一古老水池，附近為一古城，曾發掘有菩薩像。
- 喃倫沙律水上市場（又名：紅宵樓水上市場）：位於喃倫沙律縣的空拉披立河之上，始於1872年，每天自早上6 時至11時，有無數小販各以小舟盛載各種蔬果物品前來販賣，湊成別具一格的水上鬧市。